# Barri Marítim del Francàs
El Barri Marítim del Francàs és una entitat de població del Vendrell, situada a la costa, a la platja del Francàs. Limita a l'oest amb el Barri Marítim de Coma-ruga i a l'est, amb el Roc de Sant Gaietà, ja al municipi de Roda de Berà. L'any 2005 tenia 945 habitants.
El veïnat es va formar al voltant del mas del Francàs. Antigament era una zona pantanosa amb l'antic estany del Francàs, avui dia dessecat i urbanitzat.
La façana marítima de la zona es troba afectada per un procés d'erosió constant de la platja, i requereix aportacions artificials de sorra per prevenir danys a les infraestructures residencials.